# Dw-Klimate

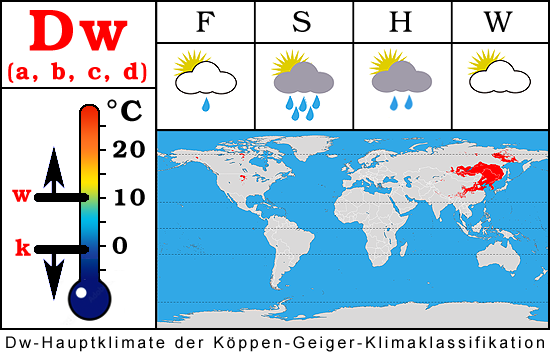
Wärmster Monat w > 10 °C
kältester Monat k unter 0 bzw. −3 °C
sommerfeucht / wintertrocken
Untertypen a, b, c, d

Die Dw-Klimate – meist Wintertrockenkalte Klimate, von Wladimir Köppen auch Kontinental-boreale Klimate oder von Köppen und Geiger Transbaikalische Klimate genannt und in englischsprachigen Veröffentlichungen heute vorwiegend als Monsoon-influenced continental climate (= Monsunbeeinflusste Kontinentalklimate) bezeichnet – sind eines der elf Hauptklimate der effektiven Klimaklassifikation nach Köppen & Geiger (1918 bis 1961). Sie grenzen die vier zugehörigen Klimate Dwa, Dwb, Dwc und Dwd nach festgelegten hygrischen und thermischen Grenzwerten ein und untergliedern – nach Köppens Vorgabe – die Klimaklasse D zusammen mit den Df- und Ds-Klimaten. Moderne Umsetzungen der Köppen-Klassifikation stellen die Dw-Klimate auch in alternative Hauptgruppen.
Dw-Klimate umfassen ausschließlich Gebiete auf der Nordhalbkugel und liegen weitestgehend in Ostasien.
Die Dw-Klimate kommen zwar in der Logik des Systems vor („Wenn es Df und Ds gibt, muss es auch Dw geben – mit allen Unterklimaten a, b, c und d“), sind aber kaum geeignet, um reale Klimawirkungen (etwa das Vorkommen bestimmter Vegetationstypen) abzugrenzen. Daher werden sie vor allem im englischsprachigen Raum auch in alternative Hauptgruppen gestellt. Alle anderen Klimaklassifikationen kennen keine vergleichbaren Klimatypen (siehe auch Alternative).
Unabhängig vom Vegetationsbezug sind Köppens Grenzwerte (trotz oder wegen der erheblichen Vereinfachungen im Vergleich mit anderen Systemen) bis heute weltweit die am häufigsten verwendeten Klimaschlüssel in klimageographischen Zusammenhängen.

## Bezeichnung und Klassifikation
Um Verwechslungen mit den Klimaten anderer Systeme oder den „klassischen“ Klimazonen zu vermeiden, empfahl bereits Köppen, vorrangig die kryptischen Bezeichnungen zu verwenden.
Die insgesamt 30 Klima-Untertypen dieses Systems sind durch jeweils zwei oder drei Buchstaben gekennzeichnet, die für bestimmte Wärme- und Wassermangelgrenzen für den Pflanzenwuchs stehen (Schwellenwerte und Andauerzeiten der Temperaturen und Niederschläge). Sie bilden die wesentlichsten klimatischen Ansprüche der großen Pflanzenformationen der Erde ab. Trotz einiger fachlicher Unzulänglichkeiten und etlicher „technischer“ Klimate, die keinen Bezug zu einer hauptsächlichen Vegetation haben (etwa alle Dw-Klimate), hat sich die Klimakarte von Köppen & Geiger in der Klimageographie weltweit in etlichen (etwa digitalen) Überarbeitungen und Ableitungen etabliert.

### Alternative
Moderne Umsetzungen (vor allem in englischsprachigen Veröffentlichungen) orientieren sich zuweilen bei den Klimaklassen C und D mehr an den klassischen Klimazonen, sodass andere Kombinationen gruppiert werden. So werden etwa Dfa/Dfb, Dwa/Dwb und Dsa/Dsb als Feuchte Kontinentalklimate sowie Dfc/Dfd, Dwc/Dwd und Dsc/Dsd als Subarktische Klimate zusammengefasst. Insbesondere die letztgenannte Klimagruppe erscheint auch für allgemeine Beschreibungen sinnvoll, da sie sich beim größtmöglichen Vegetationstyp nicht unterscheiden.

## Grenzwerte
D = Der kälteste Monat hat eine Temperatur von weniger als 0 °C bzw. −3 °C (abhängig davon, welche Isotherme benutzt wird), der wärmste Monat liegt über 10 °C.
w = Periodisch wintertrockenes Klima: Der feuchteste Monat des Sommers ist mindestens zehnmal so niederschlagsreich wie der trockenste des Winters. Ursache ist der starke Monsuneinfluss.

, Datengrundlage: 1980–2016

## Dwa-Klima
Das Dwa-Klima – Sommerheißes monsunbeeinflusstes feuchtes Kontinentalklima, nach Übersetzung der englischen Bezeichnung Monsoon-influenced hot-summer humid continental climate, von Köppen auch Mandschurisches Klima genannt, – grenzt kontinentale Klimaregionen im Übergangsbereich zwischen kühlgemäßigter und subtropischer Klimazone ein, die direkt im Einflussbereich der schwächeren Monsunsysteme in Ostasien (sowie nördlichen Ausläufern des Monsuns in Nordamerika) liegen und heiße Sommer aufweisen.
a = Die Sommer sind heiß und schwül, der wärmste Monat liegt im Mittel über 22 °C.

### Ausprägung und Verbreitung
Das Dwa-Klima grenzt zum einen die sommerfeuchten Teile der Klimate der gemäßigten Laub- und Mischwälder Ostasiens ein (vergleiche Cfb-Klima), geht aber auch deutlich darüber hinaus, so dass neben Laubwäldern auch Gebiete mit trockeneren Waldtypen, Waldsteppen bis hin zu Grassteppen als Vegetationstypen in diesem Klima gedeihen.
Insofern ist Köppens Klimaschlüssel aufgrund der wenigen Parameter nur bedingt geeignet, um mit diesem Klimatyp eine bestimmte Vegetationsform zu repräsentieren (siehe auch Vor- und Nachteile der Köppen-Klassifikation).
Die mit Abstand größte Verbreitung hat das Dwa-Klima in einem zusammenhängenden Gebiet Ostasiens, dass sich vom Gelben Meer ausgehend über große Teile Koreas und der Mandschurei nach Nordosten etwa bis an die Grenzen der Inneren Mongolei und nach Südwesten fast ebenso weit, jedoch viel stärker fragmentiert und schmaler werdend, bis in die Provinz Shaanxi erstreckt. Darüber hinaus gibt es das Klima im Bereich der Hochgrasprärie Nordamerikas in North und South Dakotas in drei kleinen Flächen sowie in weiteren sehr kleinen Flächen in Nebraska.

### Beispiele
- Winner (South Dakota), USA[12]
- Yan’an, Shaanxi, China[13]
- Seoul, Südkorea[14]
- Peking, China[15]
- Harbin, Heilongjiang, China[16]

## Dwb-Klima
Das Dwb-Klima – Sommerwarmes monsunbeeinflusstes feuchtes Kontinentalklima, nach Übersetzung der englischen Bezeichnung Monsoon-influenced warm-summer humid continental climate, von Köppen auch Amur-Klima genannt, – umfasst kühlere Regionen mit warmen Sommern im Anschluss an das Dwa-Klima.
b = Die vier wärmsten Monate liegen über dem 10 °C-Mittel, der wärmste Monat bleibt hingegen unter der 22 °C-Marke. Der kälteste Monat liegt im Mittel über dem Gefrierpunkt.

### Ausprägung und Verbreitung
Obwohl der zu erwartende Vegetationstyp auch im kühleren Dw-Klima Sommergrüner Laubwald ist, zeigt die Realität eine große Spannbreite von Wäldern über Steppen und Buschland bis hin zu Halbwüsten.
Dieser Klimatyp lässt sich daher noch weniger als Dwa einer bestimmten Vegetationsform zuordnen (siehe auch Vor- und Nachteile der Köppen-Klassifikation).
Im Wesentlichen grenzen die Gebiete mit diesem Klima nördlich oder weiter ins Innere der Kontinente an das Dwa-Klima an, wobei es jedoch stärker fragmentiert ist und zudem viele isolierte Tallagen in Gebirgsklimaten umfasst. Der Schwerpunkt liegt wiederum in Ostasien und erstreckt sich in einem zusammenhängenden Gebiet vom äußerste Südosten des russischen fernen Ostens durch die mittelgebirgigen Lagen der Mandschurei an den Grenzen Chinas zu Korea und Russland am japanischen Meer sowie entlang der Ausläufer des Großen Hinggan-Gebirges und – mehrmals unterbrochen – der südlichen Ränder des mongolischen Plateaus bis zu den Ausläufern des Qin-Ling-Gebirges. Weiter südwestlich befinden sich in sehr vielen Gebirgstälern des Hengduan Shan und westwärts an den Südabdachungen von Transhimalaya und Himalaya in Bhutan und Nepal bis ins indische Kaschmir – immer weniger werdend – kleine Bereiche mit Dwb-Klima. Ein weiterer „Flecken“ Asiens liegt nördlich des chinesischen Tian-Shan-Gebirges nahe der kasachischen Grenze und mehrere große Flächen finden sich in wärmebegünstigten Bereichen am Südrand der borealen Nadelwälder im Bereich der russisch-mongolischen Grenze. Außerhalb Asiens gibt es nach der hier verwendeten Kartenumsetzung ein größeres Gebiet an der Grenze der Great Plains von North-Dakota, die allerdings über den Online-Klimakartendienst mapresso (siehe Beispiele) nicht lokalisiert werden kann. Insgesamt ist das Dwb-Klima bei mapresso deutlich geringer verbreitet.

### Beispiele
- Custer State Park (Black Hills), South Dakota, USA[17]
- Qamdo, Ost-Tibet, China[18]
- Süchbaatar, zentrale Nord-Mongolei[19]
- Hulun Buir, Innere Mongolei, China[20]
- Wladiwostok, Russland[21]

## Dwc- und Dwd-Klima
Das periodisch wintertrockene, kontinentale Dwc-Klima – Monsunbeeinflusstes subarktisches Klima, nach Übersetzung der englischen Bezeichnung Monsoon-influenced subarctic climate, von Köppen auch Nertschinskisches Klima genannt, – grenzt im Wesentlichen boreale Klimate in Ostasien ein, die von „heller Taiga“ (Dahurische Lärche) bestanden sind, jedoch ebenso Waldsteppen und Steppen der Mongolei und in Nordamerika kleine Bereiche in Tundren.
c = Ein bis drei Monate liegen über 10 °C. Winterkalt und kontinental: Der kälteste Monat liegt zwischen 0 und −38 °C.
Das Dwd-Klima – Monsunbeeinflusstes extrem kaltes subarktisches Klima, nach Übersetzung der englischen Bezeichnung Monsoon-influenced extremely cold subarctic climate, von Köppen auch Jakutisches Klima genannt, – grenzt die kältesten dieser Klimate ein.
d = Ein bis drei Monate liegen über 10 °C. Extrem winterkalt und extrem kontinental: Der kälteste Monat liegt unter −38 °C.
Diese beiden Klimate werden ausführlich als Untergruppen der alternativen Hauptgruppe Subarktische Klimate behandelt.